# Rutiodon
 Rutiodon  („Faltenzahn“) ist eine Gattung der Archosauria aus der Obertrias von Nordamerika. Die Gattung gehört zu den räuberisch lebenden und in Größe und Habitus sehr krokodilähnlichen Phytosauria, einer ausgestorbenen Gruppe von ursprünglichen Crurotarsi.
Die fossilen Reste von Rutiodon stammen aus dem Karnium von vor etwa 225 Mio. Jahren, als das heutige Nordamerika Teil der Landmasse des Superkontinents Pangaea war. Weitere Funde in Deutschland und der Schweiz lassen sich der Gattung nicht sicher zuordnen. Die Typusart ist Rutiodon carolinensis.

## Beschreibung

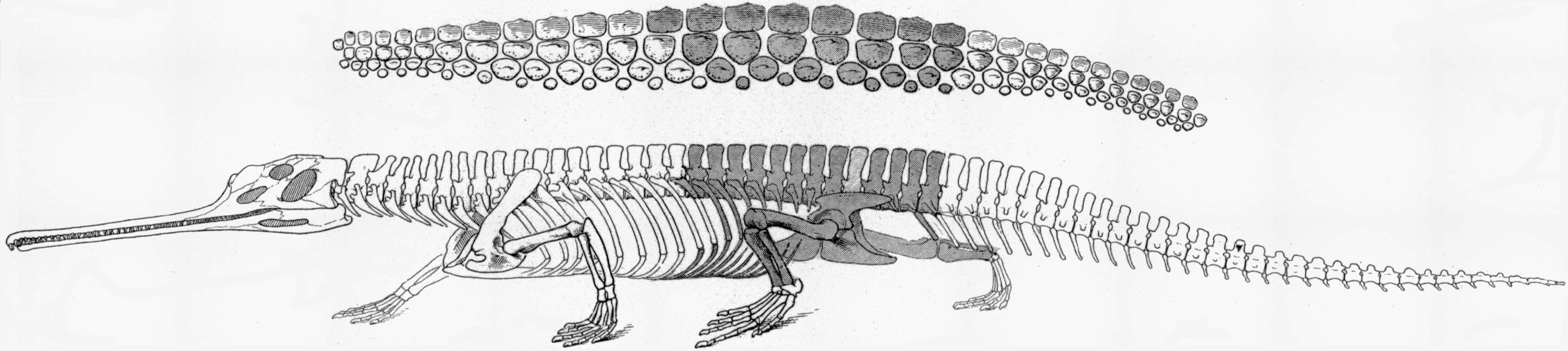
Skelettrekonstruktion Rutiodon sp. von 1922, darüber dorsaler Hautpanzer

Rutiodon war ein typischer Vertreter der Phytosaurier von etwa drei Meter Länge. Rücken, Flanken und Schwanz waren mit Hautverknöcherungen (Osteodermen) gepanzert. Ober- und Unterkiefer bildeten ein langes, schmales Rostrum, vergleichbar mit dem des heute lebenden Gangesgavials (Gavialis gangeticus), das mit vielen länglichen Zähnen besetzt war. Die Oberfläche der Zähne waren in Längsrichtung von tiefen Furchen durchzogen, die durch den Zahnschmelz bis in das darunter liegende Dentin einschnitten. Dieses charakteristische Merkmal (Autapomorphie) war zudem namensgebend für die Gattung. Bedingt durch die lange Schnauze erreichte der Schädel von Rutiodon carolinensis eine Gesamtlänge von etwa 75 Zentimetern. Kiefer und Bezahnung weisen wie bei allen Phytosauriern auf Piscivorie (Fischfressen) hin, doch wird auch die Jagd nach Landtieren nicht völlig ausgeschlossen. Somit kann für Rutiodon und seine Verwandten, in konvergenter Evolution zu den (stammesgeschichtlich jüngeren) Krokodilen, eine semi-aquatische Lebensweise angenommen werden. Im Unterschied zu den Krokodilen haben Phytosaurier ihre Nasenöffnungen (Nares) jedoch nicht an der Schnauzenspitze, sondern vor den Augen.

## Rutiodon carolinensisals Leitfossil
Da Rutiodon carolinensis nur kurz im Fossilbericht erscheint und seine Überreste in der Newark-Supergruppe (Newark Supergroup) weit verbreitet sind, eignet sich die Art gut als Leitfossil für die biostratigraphische Altersbestimmung von terrestrischen Sedimentgesteinen des Karniums der Ostküste der Vereinigten Staaten. Die Schichtenfolge der Newark-Supergruppe mit ihrer reichen Wirbeltierfauna, aus der auch die Überreste von Rutiodon stammen, erstreckt sich über mehrere Bundesstaaten der US-amerikanischen Ostküste.

## Forschungsgeschichte

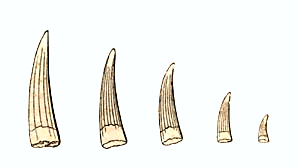
Zeichnung der Zähne in Emmons’ Erstbeschreibung von 1856

Ebenezer Emmons (1799–1863), zu dieser Zeit Geologe des Staates North Carolina, veröffentlichte 1856 die wissenschaftliche Erstbeschreibung der Gattung anhand isolierter Zähne von R. carolinensis aus Gesteinen der Newark-Supergruppe von Egypt (North Carolina). 1860 ordnete Emmons einen weiteren Fund aus derselben Gesteinsschicht, ein unvollständiger Schädel mit Unterkiefer, gleichfalls dieser Gattung zu. Dieses Fossil wurde 1989 zum Neotypus erklärt. Bei der Vergabe des Namens der neuen Gattung („The name proposed provisionally is, RUTIODON, from Rutis, plaits, and odous, tooth.“) war Emmons jedoch ein Fehler unterlaufen: „Rutis“ ist eine falsch latinisierte Form des griechischen rhytis („Runzel“, „Falte“). Die von Edward Drinker Cope 1866 verbesserte Form Rhytidodon war in der paläontologischen Literatur bis in das frühe 20. Jahrhundert weit verbreitet.